# اچ‌ام‌اس رامیلیس (۱۷۶۳)
اچ‌ام‌اس رامیلیس (۱۷۶۳) (به انگلیسی: HMS Ramillies (1763)) یک کشتی بود که طول آن ۱۶۸ فوت ۶ اینچ (۵۱٫۳۶ متر) بود. این کشتی در سال ۱۷۶۳ ساخته شد.